# Найда Андрій Михайлович
Андрій Михайлович Найда (нар. 30 січня 1979, м. Калуш, нині Україна) — український громадсько-політичний діяч, кандидат технічних наук (2017). Голова Калуської міської громади (від 24 листопада 2020). Депутат Калуської міської ради (2015—2020). Член політичної партії ВО «Свобода».

## Життєпис
Андрій Найда народився 30 січня 1979 року у місті Калуші, нині Калуської громади Калуського району Івано-Франківської області України.
Закінчив Інститут заочного/дистанційного навчання Одеської державної академії холоду (2005, магістр, інженер-енергетик)‚ Івано-Франківський державний технічний університет нафти і газу (2001, магістр). Працював слюсарем-ремонтником 5-го розряду цеху розділення повітря виробництва хлорвінілу‚ апаратником повітроподілу 6-го розряду‚ майстром зміни‚ начальником цеху розділення повітря виробництва хлорвінілу ЗАТ «Лукор» (2001—2005, м. Калуш), начальником цеху розділення повітря виробництва хлорвінілу ТОВ «Карпатнафтохім» (2005—2009, м. Калуш), директором ТзОВ «Калуський трубний завод» (2009—2020).
Від 24 листопада 2020 — голова Калуської міської громади.
Одружений, виховує двох доньок Найду Анастасію та Найду Христину.

## Доробок
У 2017 році захистив дисертацію за спеціальністю «Технологія полімерних і композиційних матеріалів» в Національному технічному університеті України «Київський політехнічний інститут імені Ігоря Сікорського».
Автор 6-ти наукових статей, 1-ї монографії, 4-х патенти на корисну модель.